# رابرت فوست
رابرت فوست (انگلیسی: Robert Fuest; ۳۰ سپتامبر ۱۹۲۷ – ۲۱ مارس ۲۰۱۲) فیلم‌نامه‌نویس، و کارگردان فیلم اهل انگلستان بود.

## فیلم‌شناسی
- آفرودیت
- بلندی‌های بادگیر
- باران شیطان